# Toppserien 2018
La Toppserien 2018 è stata la 35ª edizione della massima serie del campionato norvegese femminile di calcio. La competizione è iniziata il 24 marzo ed è terminata il 4 novembre 2018. Il LSK Kvinner ha vinto il campionato per la sesta volta nella sua storia, la quinta consecutiva.

## Stagione

### Novità
Dalla Toppserien 2017 era stato retrocesso il Medkila, mentre dalla 1. divisjon 2017 era stato promosso il Lyn Oslo. Il Grand Bodø aveva mantenuto il posto in Toppserien dopo aver sconfitto l'Urædd nei play-off promozione-retrocessione.

### Formula
Le 12 squadre partecipanti si affrontavano in un girone all'italiana con partite di andata e ritorno per un totale di 22 giornate. La squadra campione di Norvegia aveva il diritto di partecipare alla UEFA Women's Champions League 2019-2020 partendo dai sedicesimi di finale, mentre la seconda classificata veniva ammessa al turno di qualificazione della UEFA Women's Champions League 2019-2020. La penultima classificata affrontava la seconda classificata in 1. divisjon nello spareggio promozione-retrocessione. L'ultima classificata retrocedeva direttamente in 1. divisjon.

## Squadre partecipanti
| Club           | Città      | Stadio                  | Stagione precedente     |
| -------------- | ---------- | ----------------------- | ----------------------- |
| Arna-Bjørnar   | Arna       | Arna Idrettspark        | 6º posto in Toppserien  |
| Avaldsnes      | Avaldsnes  | Avaldsnes Idrettssenter | 2º posto in Toppserien  |
| Grand Bodø     | Bodø       | Aspmyra Stadion         | 11º posto in Toppserien |
| Klepp          | Klepp      | Klepp Stadion           | 4º posto in Toppserien  |
| Kolbotn        | Kolbotn    | Sofiemyr Stadion        | 10º posto in Toppserien |
| LSK Kvinner    | Lillestrøm | LSK-hallen              | Campione di Norvegia    |
| Lyn            | Oslo       | Kringsjå kunstgress     | 1º posto in 1. divisjon |
| Røa            | Oslo       | Røa Kunstgress          | 5º posto in Toppserien  |
| Sandviken      | Bergen     | Stemmemyren Kunstgress  | 9º posto in Toppserien  |
| Stabæk         | Bærum      | Nadderud Stadion        | 3º posto in Toppserien  |
| Trondheims-Ørn | Trondheim  | Ranheim Arena           | 8º posto in Toppserien  |
| Vålerenga      | Oslo       | Intility Arena          | 7º posto in Toppserien  |

## Classifica finale
|  | Pos. | Squadra        | Pt | G  | V  | N | P  | GF | GS | DR  |
|  | ---- | -------------- | -- | -- | -- | - | -- | -- | -- | --- |
|  | 1.   | LSK Kvinner    | 61 | 22 | 20 | 1 | 1  | 71 | 15 | +56 |
|  | 2.   | Klepp          | 48 | 22 | 15 | 3 | 4  | 39 | 21 | +18 |
|  | 3.   | Arna-Bjørnar   | 39 | 22 | 11 | 6 | 5  | 53 | 26 | +27 |
|  | 4.   | Sandviken      | 39 | 22 | 11 | 6 | 5  | 42 | 29 | +13 |
|  | 5.   | Kolbotn        | 39 | 22 | 11 | 6 | 5  | 34 | 35 | -1  |
|  | 6.   | Vålerenga      | 33 | 22 | 10 | 3 | 9  | 37 | 35 | +2  |
|  | 7.   | Røa (-1)       | 31 | 22 | 10 | 2 | 10 | 42 | 42 | 0   |
|  | 8.   | Stabæk         | 23 | 22 | 7  | 2 | 13 | 29 | 37 | -8  |
|  | 9.   | Avaldsnes      | 21 | 22 | 5  | 6 | 11 | 24 | 38 | -14 |
|  | 10.  | Trondheims-Ørn | 18 | 22 | 4  | 6 | 12 | 25 | 48 | -23 |
|  | 11.  | Lyn            | 12 | 22 | 3  | 3 | 16 | 27 | 56 | -29 |
|  | 12.  | Grand Bodø     | 8  | 22 | 2  | 2 | 18 | 20 | 61 | -41 |

Legenda:
      Campione di Norvegia e ammessa alla UEFA Women's Champions League 2019-2020
      Ammessa alla UEFA Women's Champions League 2019-2020
 Ammessa allo spareggio promozione-retrocessione
      Retrocessa in 1. divisjon 2019
Note:
Tre punti a vittoria, uno a pareggio, zero a sconfitta.
La classifica viene stilata secondo i seguenti criteri:
- Punti conquistati
- Differenza reti generale
- Reti totali realizzate
- Punti conquistati negli scontri diretti
- Differenza reti negli scontri diretti
- Reti realizzate in trasferta negli scontri diretti (solo tra due squadre)
- Reti realizzate negli scontri diretti
- play-off (solo per decidere la squadra campione, l'ammissione agli spareggi e le retrocessioni)

Il Røa ha scontato 1 punto di penalizzazione per violazione della regolamentazione finanziaria.

## Play-off promozione-retrocessione
Al play-off sono state ammesse l'undicesima classificata in Toppserien, il Lyn, e la seconda classificata in 1. divisjon, il Grei.
|      | Risultati |      | Luogo e data           |
| ---- | --------- | ---- | ---------------------- |
| Lyn  | 1 - 0     | Grei | Oslo, 11 novembre 2018 |
| Grei | 0 - 4     | Lyn  | Oslo, 18 novembre 2018 |

## Statistiche

### Classifica marcatrici
Statistiche da sito federazione.
| Gol |  |  | Giocatore                    | Squadra        |
| --- |  |  | ---------------------------- | -------------- |
| 21  |  |  | Guro Reiten                  | LSK Kvinner    |
| 15  |  |  | Ajara Nchout                 | Sandviken      |
| 14  |  |  | Svava Rós Guðmundsdóttir     | Røa            |
| 14  |  |  | Maria Dybwad Brochmann       | Arna-Bjørnar   |
| 14  |  |  | Sophie Román Haug            | LSK Kvinner    |
| 10  |  |  | Ingrid Byrøygard Kvernvolden | LSK Kvinner    |
| 10  |  |  | Hege Hansen                  | Klepp          |
| 9   |  |  | Melissa Bjånesøy             | Stabæk         |
| 9   |  |  | Amalie Vevle Eikeland        | Arna-Bjørnar   |
| 9   |  |  | Linn Huseby                  | Lyn            |
| 9   |  |  | Karina Sævik                 | Kolbotn        |
| 9   |  |  | Julie Skjeflo Adserø         | Trondheims-Ørn |
| 9   |  |  | Sherida Spitse               | Vålerenga      |